# Liste der Monuments historiques in Pocé-les-Bois
Die Liste der Monuments historiques in Pocé-les-Bois führt die Monuments historiques in der französischen Gemeinde Pocé-les-Bois auf.

## Liste der Bauwerke
| Bezeichnung                         | Beschreibung | Standort | Kennzeichnung | Schutzstatus | Datum | Bild           |
| ----------------------------------- | ------------ | -------- | ------------- | ------------ | ----- | -------------- |
| Menhir La Pierre Blanche            |              | (Lage)   | PA00090658    | Classé       | 1970  | weitere Bilder |
| Château de Gazon                    | Schloss      | (Lage)   | PA00090968    | Inscrit      | 1992  |                |
| Château du Bois-Bide mit Taubenturm | Schloss      | (Lage)   | PA35000033    | Inscrit      | 2007  | weitere Bilder |

## Liste der Objekte

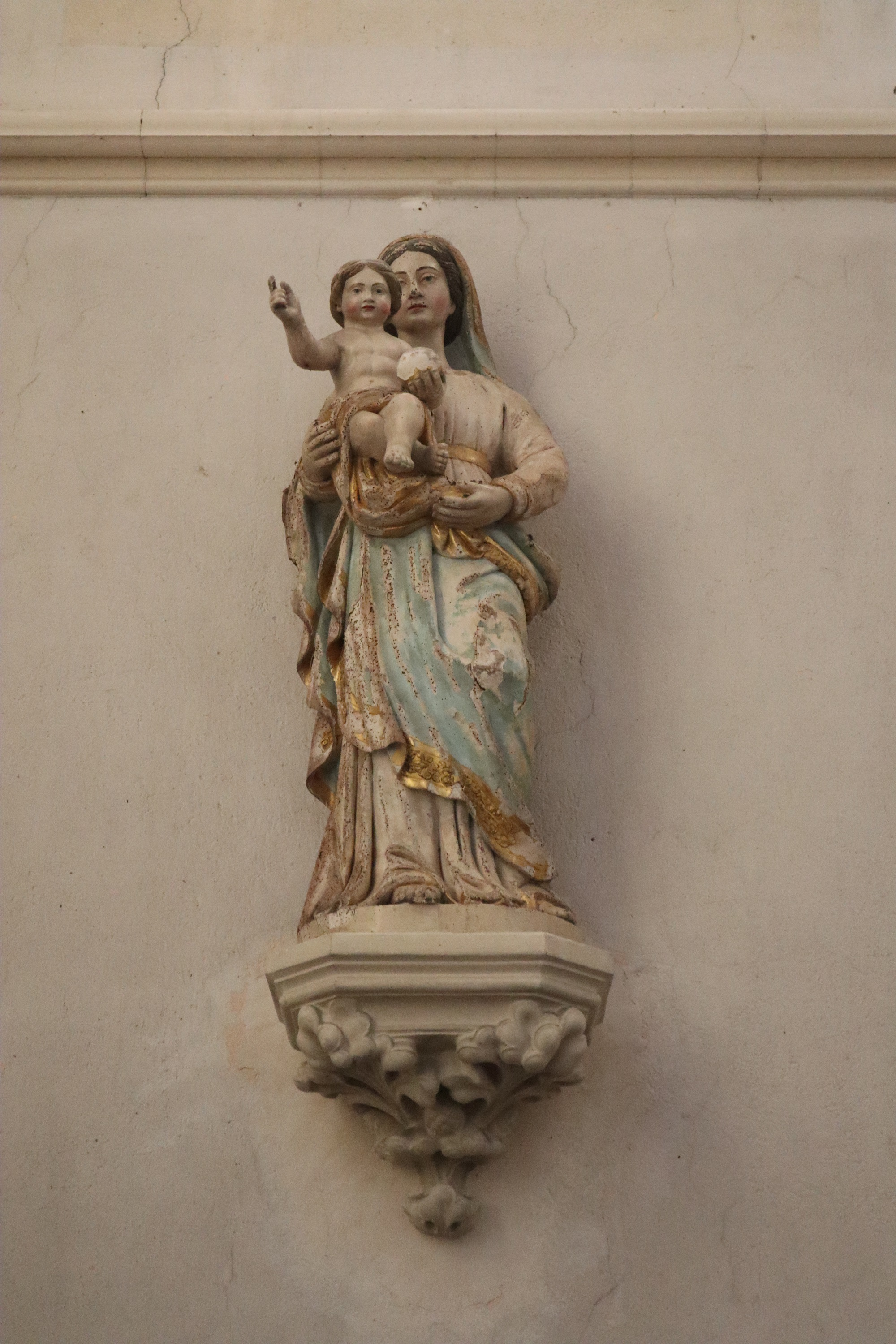
Skulptur Madonna und Kind (18. Jahrhundert) in der Kirche Notre-Dame

- Monuments historiques (Objekte) in Pocé-les-Bois in der Base Palissy des französischen Kultusministeriums